# Per Linér
Per Larsson Linér, född 26 maj 1853 i Södervidinge socken, Malmöhus län, död 23 februari 1939 i Raus församling, Malmöhus län, var en svensk målare.
Linér studerade vid olika privata målarskolor i Stockholm och i Tyskland. Hans konst består av ett stort antal landskapsmålningar med motiv från Helsingborgstrakten.